# Camille du Bois de la Motte
Camille du Bois de la Motte, född 1764, död 1819, var en fransk markisinna. Hon var dotter till Frankrikes ambassadör i Sverige, och politiskt aktiv under sin tid i Stockholm. Hon agerade informatör för Frankrike, deltog i Hedvig Elisabet Charlottas stämplingar mot Gustav III och hade under Gustav III:s ryska krig till uppgift att sköta förhandlingar mellan Sverige och Frankrike. Hon upprätthöll en brevväxling med Hedvig Elisabet Charlotta, som till en del har bevarats. 

## Biografi
Camille du Bois de la Motte var dotter till Louis Marc Pons, markis de Pons. Hon växte upp i kretsen kring det franska hovet, och hennes familj hade täta förbindelser med kungahuset. Under faderns postering i Madrid, Stockholm och sedan Berlin agerade Camille som hans sekreterare och värdinna, eftersom modern kvarblev i Frankrike för att se till familjens intressen där, och var till stor hjälp för honom genom de kontakter hon skapade i den diplomatiska kåren och sällskapslivet. 

### Diplomatisk roll i Stockholm
Hennes far var fransk ambassadör i Sverige 1783–1789, och de bodde då i Bååtska palatset, och etablerade tidigt kontakt med familjen von Fersen. Camille beskrivs som livlig och charmerande och ska ha haft en naturlig charm som gjorde henne populär i societeten. Hennes sociala succé beskrivs av legationssekreteraren Pierre de Gaussens (1747–1843), som beklagade att han själv inte lyckats uppnå samma framgång, som gav franska legationen värdefulla kontakter; han kom istället att lära sig svenska, författa rapporter och sätta sig in i inrikespolitiken och dess stämningar utanför societeten, medan Camille blev legationens röst i societetens informella sammanhang. Hon beskrivs: 
[M]arkisinnan du Bois de la Motte, som alltid umgås med oss, dansar med en hängivenhet och livlighet utan dess like. Markisinnan vinner allt mer i takt med att man lär känna henne, ty hon är både älskvärd och naturlig vilket enligt min uppfattning alltid är det bästa för personer av mitt kön. Balernavarade ända till sex på morgonen och eftersom markisinnan älskar att dansa stod hon på tiljorna från början till slutet[.]

### Vänskap med Hedvig Elisabet Charlotta
Hon inledde i februari 1784 en vänskapsrelation med Hedvig Elisabet Charlotta då deras gemensamma vän Sophie von Fersen var bortrest. Hedvig Elisabet Charlotta var först skeptisk mot henne, att vid tanken på att hon kunde vara spion: 
"tror jag aldrig att vårt umgänge kommer att bli så förtroligt som en öm vänskap kräver. Med hänsyn till att hon är utlänning och till de förbindelser hon kan ha, talar jag inte om allt med henne".
Samma sommar blev Camille invigd i La verite et constante amitie [den sanna och beständiga vänskapen] på Rosersbergs slott, en (tillfällig) vänskapsorden mellan Hedvig Elisabet Charlotta, Camille och Sophie. Samma år, 1784, arrangerade Camilles mor, som stannat i Frankrike, en bal på Versailles till ära för Gustav III, som då befann sig i Paris under sin utlandsresa.
Deras förbindelse kritiserades på grund av misstanken om att Camille agerade agent för Frankrike. Hedvig Elisabet Charlotta avvisade kritiken, men det är klarlagt att mycket information om det utrikespolitiska läget vidarebefordrades genom dessa kanaler. Camille du Bois de la Motte fick i maj 1786 egenskap av vän Gustaf III:s tillåtelse att lyssna på de överläggningarna som hölls bakom lyckta dörrar i riksdagen. Hon och några andra kvinnor satt då i Charlottas lägenhet i Kungliga slottet, som hade ett fönster ned mot Rikssalen. Camille kunde då vidarebefordra besluten vidare till den övriga diplomatiska kåren i Stockholm, då hon som kvinna fick tillträde till miljöer via sällskapslivets informella kanaler, dit officiella diplomater inte släpptes in.

### Roll under rysk-svenska kriget
Under teaterkriget anklagade Adolf Fredrik Munck Camille för att ha vidarebefordrat information om de svenska krigsplanerna mot Frankrikes allierade Ryssland till franska regeringen, information hon fått av Hedvig Elisabet Charlotta; något denna nekade till, men som tycks ha varit sant. Hedvig Elisabet Charlotta förklarade: 
När det kommer till kritiken av vår orden och vänskap, struntar jag i denhelt och hållet. Jag är enbart lycklig över att ha funnit två hjärtan [Camillesoch Sophies] som förmår älska och hänge sig åt uppriktiga känslor – vilket[numera] är sällsynt att ﬁnna hos vanliga dödliga.
Camille kom också på annat sätt att spela en politisk roll under sin tid i Sverige. Hon agerade förbindelselänk mellan Hedvig Elisabet Charlotta, partiet von Fersen, vars politiska åsikter den förra främjade, och Stockholms diplomatiska kår. Vid utbrottet av kriget mellan Sverige och Ryssland 1788, motsatte sig Frankrike, i egenskap av allierad med både Sverige och Ryssland, kriget. Den franske ambassadören ville då föreslå att Frankrike skulle få uppgiften att medla mellan Sverige och Ryssland, för att förhindra och avsluta kriget. Detta gick först inte att åstadkomma, eftersom Gustav III undvek ambassadören av samma skäl. Ambassadören anlitade då sin dotter, som genom sin vän Hedvig Elisabet Charlotta kunde få kontakt med monarken och övertala honom till ett möte med ambassadören i Karlberg slotts park. Mötet ägde rum i närvaro av Camille och Hedvig Elisabet Charlotta, och det framgår att det var Camille och Gustav III som förde samtalet och att det var Camille snarare än hennes far ambassadören som representerade Frankrike. Hon lyckades övertala monarken att gå med på fransk medling i konflikten mellan Sverige och Ryssland. Denna korrespondens sköttes gick sedan mellan Hedvig Elisabet Charlotta, som vidarebefordrade ambassadörens brev till Gustav III och dennes brev till ambassadören, som i sin tur stod i förbindelse med franske ambassadören i Ryssland. Förhandlingarna visade sig i slutändan verkningslösa och avbröts slutligen utan förklaring av kungen.   
Under 1789 förberedde Hedvig Elisabet Charlotta en statskupp med syftet att avsätta Gustav III till förmån för hennes make Karl. Detta var planer Camille var invigd i och deltog i. Hon agerade förmedlare av låsta lådor med papper mellan Hedvig Elisabet Charlottas våning och Sophie von Fersens bostad under riksdagen 1789. 

### Senare liv
Hon lämnade Sverige med fadern då de fransk-svenska diplomatiska förbindelserna bröts 1789, och återvände till Frankrike. Hedvig Elisabet Charlotta brevväxlade fortsatt med Camille sedan hon lämnat Sverige. När all kontakt med det revolutionära Frankrike förbjöds, fortsatte förbindelsen i hemlighet. Det är känt att Camille agerade agent för Hedvig Elisabet Charlotta i Frankrike: bland annat sände Sophie von Fersen på Hedvig Elisabet Charlottas rekommendation i hemlighet känsliga brev till Axel von Fersen den yngre genom Camille, och franska rojalistiska flyktingar bad Sophie om beskydd under franska revolutionen genom att hänvisa till Camilles rekommendation.